# شركة قطر للاستثمار وتطوير المشاريع القابضة
شركة قطر للاستثمار وتطوير المشاريع القابضة (QIPCO) هي شركة مساهمة قطرية بارزة مقرها في الدوحة، والتي من خلال الشركات التابعة لها، تحافظ على التركيز على الأسواق المالية والعقارية.